# Mukhtar Suleiman
Mukhtar Suleiman (Hoorn, 10 agosto 1998) è un calciatore olandese naturalizzato somalo, attaccante dello Spakenburg e della nazionale somala.

## Carriera

### Club
Ha giocato nelle serie dilettantistiche del campionato olandese fino al 2021, quando è stato acquistato dal Katwijk, formazione della terza divisione olandese.

### Nazionale
Nato nei Paesi Bassi da genitori somali, il 23 marzo 2022 ha esordito con la nazionale somala giocando l'incontro perso 0-3 contro l'eSwatini, valido per le qualificazioni alla Coppa delle nazioni africane 2023.

## Statistiche

### Presenze e reti nei club
Statistiche aggiornate al 28 marzo 2022.
| Stagione        | Squadra         | Campionato      | Campionato | Campionato | Coppe nazionali | Coppe nazionali | Coppe nazionali | Coppe continentali | Coppe continentali | Coppe continentali | Altre coppe | Altre coppe | Altre coppe | Totale | Totale |
| Stagione        | Squadra         | Comp            | Pres       | Reti       | Comp            | Pres            | Reti            | Comp               | Pres               | Reti               | Comp        | Pres        | Reti        | Pres   | Reti   |
| --------------- | --------------- | --------------- | ---------- | ---------- | --------------- | --------------- | --------------- | ------------------ | ------------------ | ------------------ | ----------- | ----------- | ----------- | ------ | ------ |
| 2019-2020       | Hollandia       | HK              | 20         | 15         |                 | -               | -               |                    | -                  | -                  |             | -           | -           | 20     | 15     |
| 2020-2021       | OFC Oostzaan    | DD              | 5          | 2          | CO              | 2               | 2               |                    | -                  | -                  |             | -           | -           | 7      | 4      |
| 2021-2022       | Katwijk         | 2D              | 18         | 1          | CO              | 1               | 0               |                    | -                  | -                  |             | -           | -           | 19     | 1      |
| Totale carriera | Totale carriera | Totale carriera | 43         | 18         |                 | 3               | 2               |                    | -                  | -                  |             | -           | -           | 46     | 20     |

### Cronologia presenze e reti in nazionale
| Cronologia completa delle presenze e delle reti in nazionale ― Somalia | Cronologia completa delle presenze e delle reti in nazionale ― Somalia | Cronologia completa delle presenze e delle reti in nazionale ― Somalia | Cronologia completa delle presenze e delle reti in nazionale ― Somalia | Cronologia completa delle presenze e delle reti in nazionale ― Somalia | Cronologia completa delle presenze e delle reti in nazionale ― Somalia | Cronologia completa delle presenze e delle reti in nazionale ― Somalia | Cronologia completa delle presenze e delle reti in nazionale ― Somalia |
| Data                                                                   | Città                                                                  | In casa                                                                | Risultato                                                              | Ospiti                                                                 | Competizione                                                           | Reti                                                                   | Note                                                                   |
| ---------------------------------------------------------------------- | ---------------------------------------------------------------------- | ---------------------------------------------------------------------- | ---------------------------------------------------------------------- | ---------------------------------------------------------------------- | ---------------------------------------------------------------------- | ---------------------------------------------------------------------- | ---------------------------------------------------------------------- |
| 23-3-2022                                                              | Dar es Salaam                                                          | Somalia                                                                | 0 – 3                                                                  | eSwatini                                                               | Qual. Coppa d'Africa 2023                                              | -                                                                      | 46’                                                                    |
| 27-3-2022                                                              | Dar es Salaam                                                          | eSwatini                                                               | 2 – 1                                                                  | Somalia                                                                | Qual. Coppa d'Africa 2023                                              | -                                                                      | 46’                                                                    |
| 14-10-2023                                                             | Mohammédia                                                             | Somalia                                                                | 0 – 3                                                                  | Niger                                                                  | Amichevole                                                             | -                                                                      |                                                                        |
| 17-10-2023                                                             | Khouribga                                                              | Somalia                                                                | 0 – 2                                                                  | Sierra Leone                                                           | Amichevole                                                             | -                                                                      |                                                                        |
| 6-6-2024                                                               | Maputo                                                                 | Mozambico                                                              | 2 – 1                                                                  | Somalia                                                                | Qual. Mondiali 2026                                                    | -                                                                      |                                                                        |
| Totale                                                                 |                                                                        | Presenze                                                               | 5                                                                      |                                                                        | Reti                                                                   | 0                                                                      |                                                                        |